# Ruska Wieś (Mrągowo)
Pour les articles homonymes, voir Ruska Wieś.
Ruska Wieś est un village de Pologne, située dans le gmina de Mrągowo, dans le powiat de Mrągowo, dans la voïvodie de Varmie-Mazurie.

## Source
- (en) Cet article est partiellement ou en totalité issu de l’article de Wikipédia en anglais intitulé « Ruska Wieś, Mrągowo County » (voir la liste des auteurs).